# Маттіа Влад Морлео
Маттіа Влад Морлео (10 жовтня 2000, Фазано) — італійський композитор.

## Біографія
Морлео почав грати музику у 8-річному віці, коли почав грати на фортепіано зі своїм батьком Луїджі Морлем. Після школи він почав навчатися в Консерваторії Ніколо Піччіні в Барі. Його твори охоплюють декілька музичних жанрів, від поп-музики, класичної музики, рок-музики та мікрохаусу. Йому пропонують співпрацювати у складі пісень на радіо, у короткометражних фільмах, відеоарт, публічності та співпраці з акторами та режисерами. У травні 2017 року він випустив свій перший альбом «Flying of the Leaf». У серпні того ж року він випустив свій другий альбом «Perceptions».